# Second Avenue (Manhattan)
La Second Avenue si trova nell'East Side del distretto di Manhattan di New York, che si estende da Houston Street all'estremità sud fino ad Harlem River Drive alla 128th Strada all'estremità nord. È una strada a senso unico, il traffico veicolare sulla Second Avenue corre solo in direzione sud (centro), ad eccezione di un segmento di un isolato del viale ad Harlem. A sud di Houston Street, la carreggiata continua come Chrystie Street a sud fino a Canal Street.
Una pista ciclabile corre nella corsia più a sinistra della Second Avenue dalla 125ª a Houston Streets. La sezione dalla 55ª alla 34ª strada colma una lacuna nella Manhattan Waterfront Greenway.
La Second Avenue attraversa numerosi quartieri di Manhattan tra cui (da sud a nord) il Lower East Side, l'East Village, Stuyvesant Square, Kips Bay, Tudor City, Turtle Bay, East Midtown, Lenox Hill, Yorkville e Spanish Harlem.

## Storia

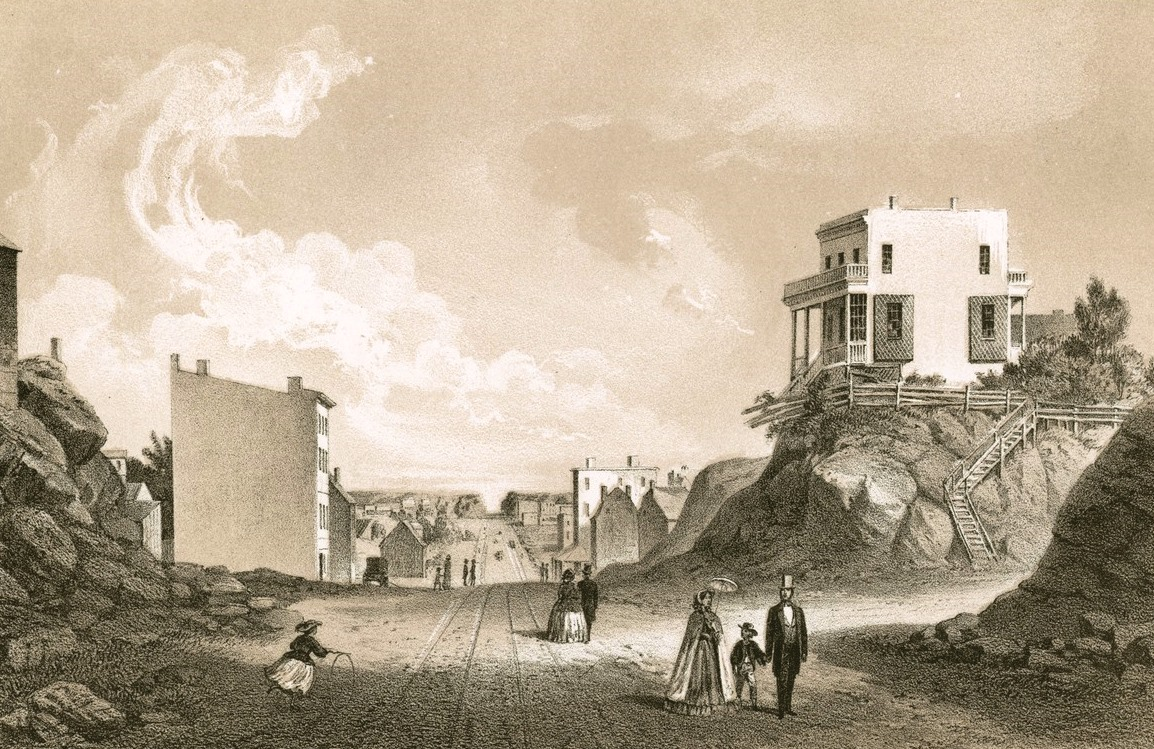
La Second Avenue rivolta verso nord dalla 42nd Strada nel 1861

Percorso della Second Avenue

Il centro della Second Avenue nel Lower East Side fu la sede di molte produzioni di teatro yiddish durante la prima parte del XX secolo e la Second Avenue divenne nota come Yiddish Theater District, "Yiddish Broadway" o "Jewish Rialto ". Sebbene i teatri siano spariti, rimangono molte tracce della cultura immigrata ebraica, come le gastronomie kosher e le panetterie e la famosa Second Avenue Deli (che ha chiuso nel 2006, per poi riaprire sulla East 33rd Street e sulla Third Avenue).
La linea ferroviaria della Second Avenue Elevated correva sopra la Second Avenue per l'intera lunghezza del viale a nord della 23rd Street e rimase in piedi dal 1880 fino alla fine del servizio il 13 giugno 1942. A sud della Second Avenue, correva sulla First Avenue e poi sulla Allen e la Division Street. I treni sopraelevati erano rumorosi e spesso sporchi (nel XIX secolo erano trainati da locomotive a vapore che vomitavano fuliggine). Questo abbassava il valore della terra lungo la Second Avenue durante la fine del XIX e l'inizio del XX secolo. In parte a causa della presenza dell'El, la maggior parte degli edifici costruiti durante quest'epoca erano case popolari della classe operaia. La linea fu finalmente abbattuta nel 1942 perché deteriorata e obsoleta e il costo della seconda guerra mondiale rese impossibile la manutenzione. La Second Avenue mantiene oggi il suo carattere architettonico modesto, nonostante attraversi una serie di aree ad alto reddito.

La Second Avenue trasportava traffico a senso unico dal 4 giugno 1951, prima del quale trasportava il traffico sia in direzione nord che in direzione sud.

### Esplosione di gas del 2015
Il 26 marzo 2015 un'esplosione di gas e il conseguente incendio nell'East Village distrussero tre edifici al 119, 121 e 123 della Second Avenue, tra East 7th Street e St. Mark's Place. Almeno ventidue persone rimasero ferite, quattro in modo grave e due persone furono inizialmente elencate come disperse. Successivamente due uomini furono trovati morti tra i detriti dell'esplosione e furono confermati quelli elencati come dispersi. In precedenza era stato installato un rubinetto illegale nel tubo del gas che alimentava la 121 Second Avenue. Nei giorni precedenti l'esplosione, nell'edificio erano in corso i lavori per l'installazione di una nuova linea del gas da 4 pollici a servizio degli appartamenti nel 121 e alcuni degli inquilini avevano sentito odore di gas un'ora prima dell'esplosione.
Altri undici edifici sono stati evacuati a seguito dell'esplosione e ConEd chiuse il gas nell'area. Alcuni giorni dopo, ad alcuni residenti fu permesso di tornare in alcuni degli edifici abbandonati.

## Trasporti

### Servizio bus
Il locale M15 operato da NYCT Bus serve l'intera Second Avenue. Il servizio M15 Select Bus, l'equivalente del servizio Select Bus del bus M15 locale, fornisce un servizio di trasporto rapido di autobus lungo Second Avenue in direzione sud. Inoltre, il servizio di autobus M34A Select corre lungo la Second Avenue tra la East 34th Street e la East 23rd Street in rotta verso Waterside Plaza.

### Metropolitana
I treni della linea Q servono la Second Avenue dalla 96th Street alla 72nd Street prima di svoltare sulla 63rd Street con una fermata a Lexington Avenue, che ha un'uscita sulla Third Avenue. Una linea della metropolitana sotto la Second Avenue è stata pianificata dal 1919, con disposizioni per costruirla già nel 1929.
Due brevi tratti della linea sono stati completati nel corso degli anni, servendo altri servizi della metropolitana (la stazione di Grand Street è servita dai treni delle linee B e D) ed altri semplicemente rimasti liberi nel sottosuolo (come il livello superiore inutilizzato della stazione di Second Avenue servita dai treni locali ed espressi della linea F). Alcune parti sono state affittate di volta in volta da New York Telephone per ospitare apparecchiature che servono le principali linee di comunicazione nord-sud della società che passano sotto l'Avenue. Segmenti isolati della linea degli anni '70, costruiti senza alcuna infrastruttura, esistono tra Pell e Canal Street e tra le strade 99a e la 105a e la 110a-120a. La costruzione del Tratto 1, che alla fine si estenderà dalla 125th Strada al Financial District tramite la futura linea T, è iniziata il 12 aprile 2007. Il tratto 1 collega la linea BMT 63rd Street con la nuova linea nord alle stazioni della 72nd, 86th e 96th Strade, che sono servite dai treni della linea Q. Il Tratto 1 è stato aperto il 1º gennaio 2017. Il tratto 2, che estenderebbe la linea fino a East Harlem sulla 125th Street e Lexington Avenue, dovrebbe essere completata tra il 2027 e il 2029. Quando l'intera linea della metropolitana della Second Avenue sarà completata, si prevede che servirà circa 560.000 passeggeri giornalieri.

### Corsia per le bici
Ci sono piste ciclabili lungo il viale a sud della 125th Street.